# Scarabaeiformia
Scarabaeiformia (Scarabeiformia) là một nhánh trong phân bộ bọ cánh cứng Polyphaga chứa liên họ Scarabaeoidea.